# NK Lučko
NK Lučko – chorwacki klub piłkarski z siedzibą w stolicy kraju Zagrzebiu.

## Historia
Chronologia nazw:
- 1931–1941: NK Velebit
- 1946–1951: NK Stupnik
- 1951–1957: NK Sijač
- 1957–1961: NK Mlinostroj
- 1961–1993: NK Lučko
- 1993–1994: NK Lučko Kompresor ZG
- 1994–1996: NK Lučko Kompresor
- od 1996: NK Lučko

Klub został założony w 1931 roku jako NK Velebit. Uczestniczył w rozgrywkach lokalnych mistrzostw Jugosławii. Od 1946 nazywał się NK Stupnik, a od 1951 NK Sijač. W 1957 odbyła się fuzja z NK Tvornice i został utworzony klub NK Mlinostroj. Na posiedzeniu w dniu 23 lipca 1960 roku podjęto decyzję o połączeniu z NK Ventilator. Od 24 grudnia 1961 roku nazywa się NK Lučko. Po proklamacji niepodległości Chorwacji klub startował w mistrzostwach Chorwacji. Do 2011 występował w niższych ligach. W latach 1993–1996 był sponsorowany przez firmę Kompresor ZG, dlatego nazywał się NK Lučko Kompresor ZG oraz NK Lučko Kompresor. W sezonie 2010/11 zajął 2. miejsce w II lidze i awansował do I ligi.

## Sukcesy
- Mistrzostwo Chorwacji:
  -  ?.miejsce (1): 2012
- Puchar Chorwacji:
  - 1/16 finału (2): 2004, 2009

## Stadion
Stadion Lučko w Zagrzebiu może pomieścić 1800 widzów.